# قميص نسائي

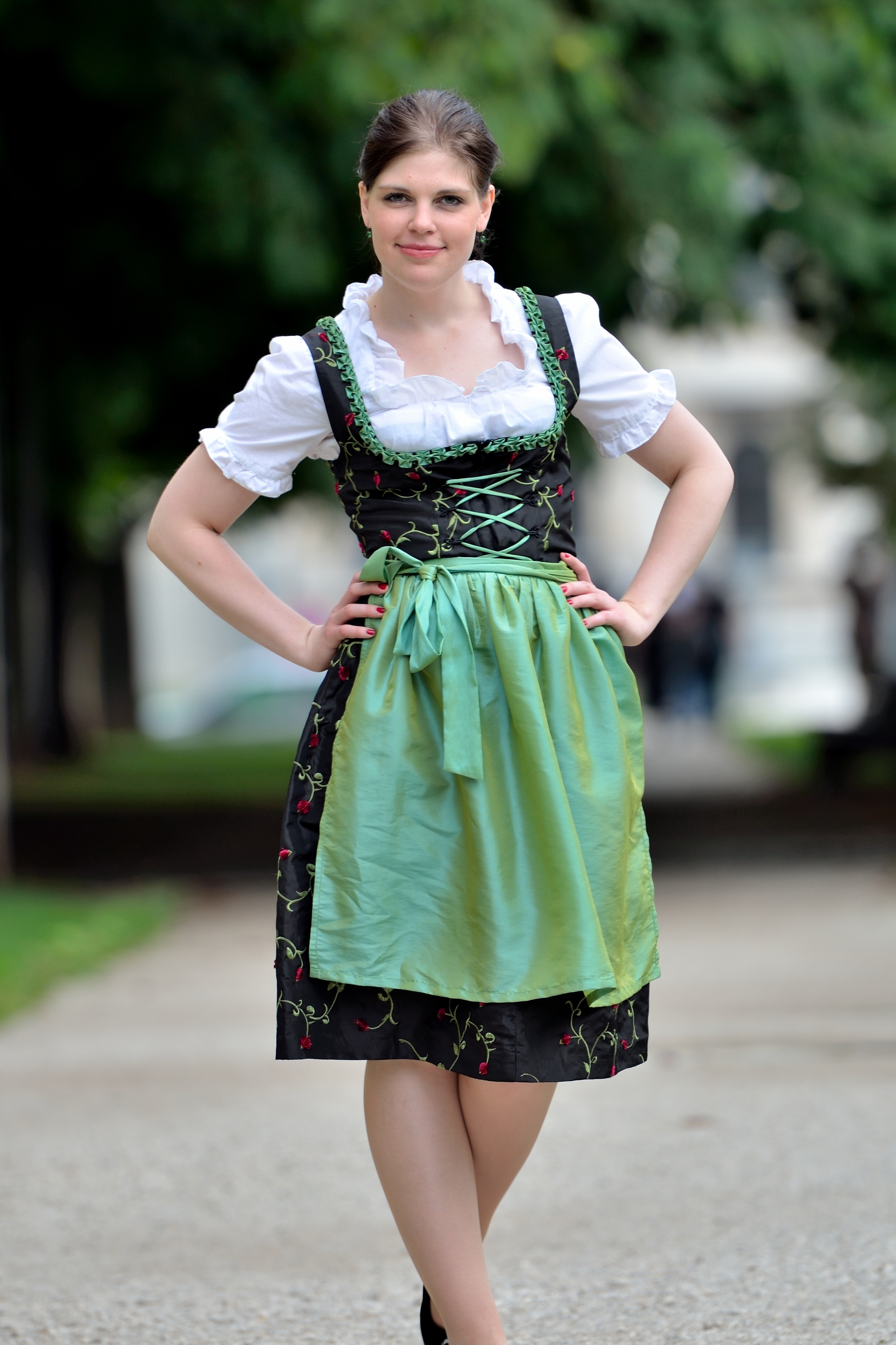
البلوزة هي الجزء الأبيض على جسدها وذراعيها

القميص النسائي أو البُلُوزة أو الصدرية (بالإيطالية: Blusa)‏ لم يكن من مفردات الموضة النسائية حتى عام 1890. فقبل هذا التاريخ كان أحيانا ما يستخدم بشكل غير رسمي.
خلال الحقبة الفيكتورية المتأخرة أصبح استخدامه للأغراض العملية غير الرسمية. كان ارتداء قميص بسيط مع تنورة ذات لون واحد هو الزي الموحد الذي ترتديه النساء العاملات وخاصة لمن يعملن في الأعمال المكتبية.
تتم صناعة القمصان النسائية عادة من القطن أو الحرير، كما يمكن أن يكون لها ياقة وأكمام.